# صلاح الدين معاوي
صلاح الدين معاوي ولد في 20 يوليو 1943 في القيروان، وتوفي في 30 ديسمبر 2019، هو سياسي وإعلامي تونسي.

## السيرة الذاتية

### الدراسات
زاول صلاح الدين معاوي دراسته الابتدائية في صفاقس ثم في المنزه، قبل أن ينتقل للمدرسة الصادقية في تونس العاصمة. إثر ذلك بدأ دراسة القانون العام في جامعة تونس وتحصل فيها على الإجازة.

### المسار المهني
بعد دراساته، بدأ صلاح الدين معاوي العمل في مجال الإعلام لمدة سنوات. إنضم إلى صحيفة لا براس في 1971، وسرعان ما ارتقى في 1974 ليصبح نائب رئيس التحرير، ثم رئيس التحرير في 1978. في نفس الوقت، اختير كعضو في اللجنة الدولية للإعلام «عالم واحد» (One World) التي تعمل تحت إدارة الأمم المتحدة وتجمع أهم الصحف. واصل كذلك مهمته كمراسل محلي لصحيفة لو فيغارو الفرنسية. في 1986، انتخب كنائب رئيس الاتحاد الدولي للصحفيين.

في 1986، عين رئيس مدير عام الشركة الجديدة للطباعة والصحافة والنشر وعضو المجلس الأعلى للإعلام، ثم رئيس الجمعية التونسية لمديري الصحف. في مارس 1989، عين مدير عام مؤسسة الإذاعة والتلفزة التونسية. في 1990، عين كرئيس اتحاد التلفزات والإذاعات الوطنية الأفريقية ثم كعضو اللجنة التنفيذية لاتحاد الإذاعات والتلفزات العربية بين 1989 و1990.

ترأس المجلس التنفيذي للمنظمة العالمية للسياحة لدورتين بين 1998 و1999.

في يناير 2007، عين كمدير عام لاتحاد إذاعات الدول العربية. شغل هذه المهمة لولايتين حتى 2015، وبما أن القانون لا يسمح له بمواصلة منصبه لأكثر من ولايتين، قام بتكوين مؤسسة استشارية وأصبح رئيسها، وهي مجموعة التخطيط الاستراتيجي.

كان أيضا عضوا في المجلس الاقتصادي والاجتماعي.

### المسار السياسي
انضم في 1987 إلى حزب التجمع الدستوري الديمقراطي الحاكم، وأصبح عضو لجنته المركزية، إلى جانب ترأسه شعبة الحبيب ثامر في العاصمة. بين فبراير 1991 ومارس 1992، أصبح مستشارا لدى رئيس الجمهورية التونسية زين العابدين بن علي، ثم رئيس مدير عام الوكالة التونسية للاتصال الخارجي.

عين في 25 يناير 1995 على رأس الوزارة وزير السياحة والصناعات التقليدية في حكومة حامد القروي، وواصل مهمته في حكومة محمد الغنوشي الأولى حتى 24 يناير 2001. عين بعد ذلك كوزير معتمد لدى الوزير الأول التونسي مكلف بحقوق الإنسان والاتصال والعلاقة مع مجلس النواب وذلك بين 19 يناير 2001 و14 مايو 2002. عين بعدها سفيرا لتونس في السعودية بين 2002 و2006.

## الحياة الخاصة
صلاح الدين معاوي متزوج وأب لثلاثة أبناء.